# Foudia omissa
Tecelão-florestal ou foudia-da-floresta (Foudia omissa) é uma espécie de ave da família Ploceidae.
É endémica de Madagáscar.
Os seus habitats naturais são: florestas subtropicais ou tropicais húmidas de baixa altitude.